# Kíthira
Kíthira (görög írással Κύθηρα, olaszul Cerigo) sziget Görögország területén, a Peloponnészoszi-félsziget délkeleti csúcsának közelében, a Krétai-tenger nyugati határán. Hagyományosan a Jón-szigetek közé sorolják, habár távolságban messze esik azoktól. Ógörög neve Küthéra.

## A sziget leírása
Területe 278 km², lakossága 4000 fő (2011-ben). A sziget népessége 1864-ben érte el a csúcspontját, mintegy 14 500 főt, ezután folyamatosan csökkent, elsősorban a kivándorlás miatt (Görögország más területeire, illetve Ausztráliába, az Egyesült Államokba, Németországba). A sziget nagyrészt kopár, fátlan. A Földközi-tenger legmélyebb része, az 5267 méter mély Calypso a szigettől 150 km-re nyugatra található.

## A sziget története
A görög mitológiában Aphroditének, a szerelem istennőjének szigete, Ciprus mellett. A monda szerint itt született meg, innen az „Aphrodité szigete” elnevezés.
A sziget ókori fővárosa a délkeleti részen fekvő Szkandeia volt, melynek közelében minószi település romjaira bukkantak. Az ásatásoknál városfal, az Akropolisz, egy Aphrodité-templom és egy kereskedelmi központ maradványai kerültek elő.
A korai archaikus korban föníciaiak telepedtek le itt. A föníciaiakat, akik csigatenyésztéssel és bíborfestékgyártással foglalkoztak, a bíborcsiga élőhelyei vonzották ide. Később Spárta, majd rövid időre Athén kezére került, a Kr. e. 2. században pedig a Római Birodalom részévé vált.
A középkorban Paleokhora volt a főváros. 1363-tól velencei uralom alatt álló fontos támaszpont volt. További politikai sorsa megegyezik a többi jón szigetével.
A 20. század végétől kezdve – a többi görög szigethez hasonlóan – gazdasága főleg a turizmusra épül.

## Itt születtek, itt éltek
- Philoxenus (Kr. e. 435-380) - dithürambikus költő.
- Marco Venier, Cerigo ura (- 1311) - Cerigo ura volt.
- Valerios Stais (1857-1923) - régész
- Yianis Vilaras (1771-1823) - költő és író.
- George Miller - Oscar-díjas ausztrál rendező és producer (Mad Max, Babe, Happy Feet).
- Alex Freeleagus ausztrál ügyvéd, volt görög főkonzul Queenslandben.
- Manuel Aroney - OBE ausztrál akadémikus és emberi jogi aktivista.

## Fordítás
Ez a szócikk részben vagy egészben  a   Kythira című angol Wikipédia-szócikk fordításán alapul.  Az eredeti cikk szerkesztőit annak laptörténete sorolja fel. Ez a jelzés csupán a megfogalmazás eredetét és a szerzői jogokat jelzi, nem szolgál a cikkben szereplő információk forrásmegjelöléseként.